# پانصد و پنجاه و پنج (فیلم)
پانصد و پنجاه و پنج (به تامیلی: Ainthu Ainthu Ainthu) و (به انگلیسی: Five Five Five) فیلمی هندی محصول سال ۲۰۱۳ و به کارگردانی ساسی است. در این فیلم بازیگرانی همچون بهاراث، چاندینی سریدهاران، اریکا فرناندز و سانتانام ایفای نقش کرده‌اند.